# Сражение при Вау
Сражение при Вау (англ. Battle of Wau) — бои между японскими и австралийскими войсками за австралийскую базу в Вау, эпизод Новогвинейской кампании на тихоокеанском театре военных действий.

## Перед боями
В 1942 году японские войска сумели высадиться в секторах Саламауа и Лаэ на Новой Гвинее, где они создали плацдармы для высадки войск, припасов и техники с целью захвата Порт-Морсби. После неудач их наступлений на Кокодской тропе, затем в заливе Милн и особенно после успехов австралийско-американской высадки на участке Буна-Гона в 200 километрах к юго-востоку, японское командование хотело взять под контроль небольшую австралийскую базу в Вау, которую защищали австралийцы численностью около 250 человек. Вау, благодаря своему стратегическому положению, мог стать вспомогательной базой для союзников, чтобы угрожать японским позициям в Саламауа и Лаэ на востоке.

## Ход боёв
Покинув базу в Рабауле 6 января 1943 года, японский полк получил задачу взять под контроль Вау. После воздушных атак, в результате которых было потоплено одно из его транспортных судов и около 360 из 1100 солдат и матросов, 7 января японский отряд прибыл в Лаэ, а с 10 по 16 января был перевезен на баржах в Саламауа.
К тому времени, когда 28 января японские войска, после пересечения горного района, достигли района Вау, австралийские части в период с 19 по 29 января были значительно и постепенно усилены по воздуху американской авиацией из Порт-Морсби. 
В последовавших боях, несмотря на атаки с неожиданного для австралийцев направления, японцы не смогли взять Вау, который теперь был чрезмерно защищен, и были вынуждены начать отступление к Саламауа.
База Вау позже использовалась союзниками в качестве пункта переправы для кампании Саламауа-Лаэ.